# Palau Gritti Morosini
El palau Gritti Morosini o palau Gritti, és un edifici històric italià situat en el sestiere de San Marco a Venècia. S'assenta en la plaça o Campo Sant'Angelo a meitat del camí que uneix Campo Manin i Campo Santo Stefano.

## Història i descripció
A manca de dades precises, el més probable és que aquest edifici es construís en el segle xvi, en ple Renaixement, per la qual cosa constitueix un exemple precursor d'arquitectura neogòtica. La façana principal, en maó, presenta polífores de quatre obertures d'arc gòtic, amb característiques particulars en cadascuna de les seves plantes i dotades de muralletes o petites balustrades en pedra llaurada. Destaquen els revestiments de marbre i l'esquerdejat policrom entorn de les finestres de la primera planta noble i del portal.